# Blaye

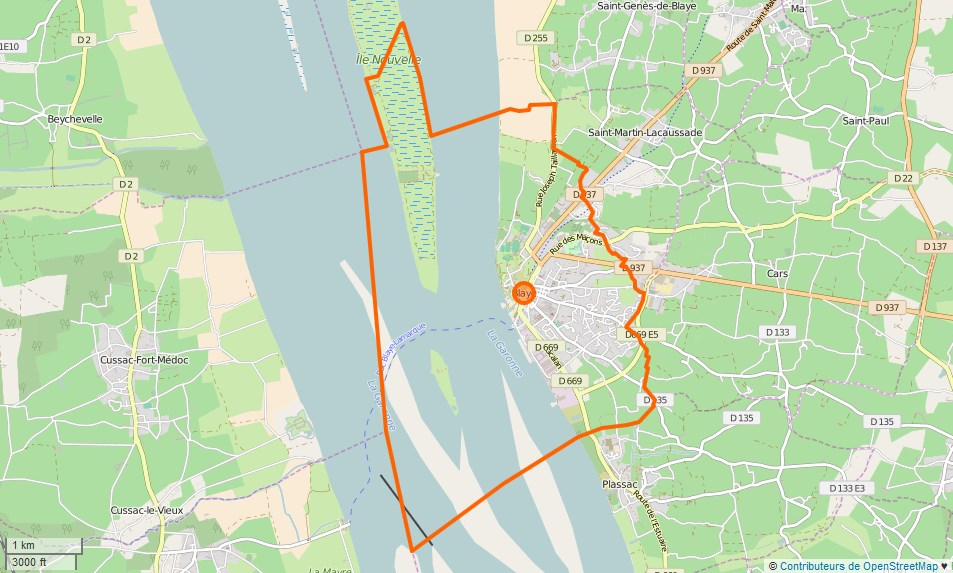
Gemeindegrenzen von Blaye (Gironde)

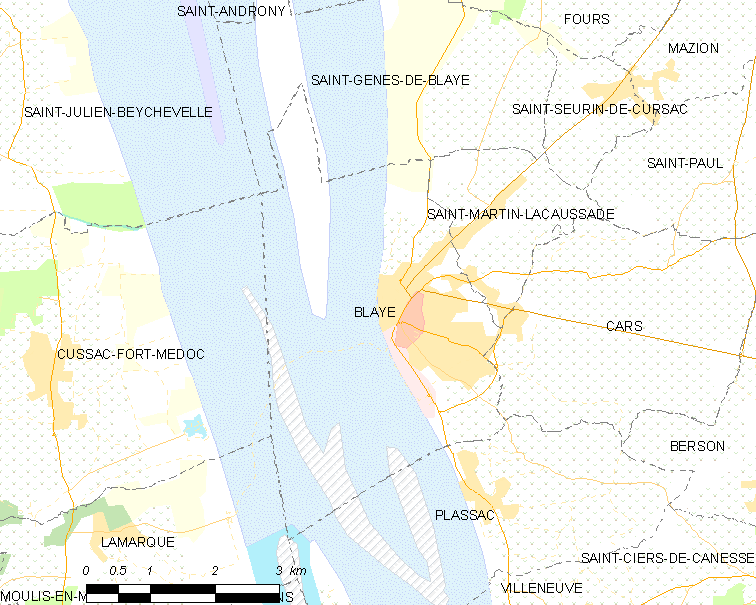
Umgebungskarte von Blaye (Gironde)

Blaye [blaj] ist eine französische Stadt mit 5017 Einwohnern (Stand 1. Januar 2022) im Département Gironde in der Region Nouvelle-Aquitaine. Die Stadt ist Sitz der Unterpräfektur (französisch Sous-préfecture) des Arrondissements Blaye, dieses besteht aus vier Kantonen, sie ist Hauptort (französisch chef-lieu) des Kantons L’Estuaire.

## Geographie
Blaye liegt am östlichen Ufer des Ästuars Gironde, das nahe Bordeaux durch den Zusammenfluss von Dordogne und Garonne entsteht. Durch das Stadtgebiet fließt weitgehend kanalisiert das kleine Flüsschen Saugeron, das auf eine Länge von 200 Metern einen Hafen bildet, bevor es in die Gironde mündet.

### Lage und Verkehr

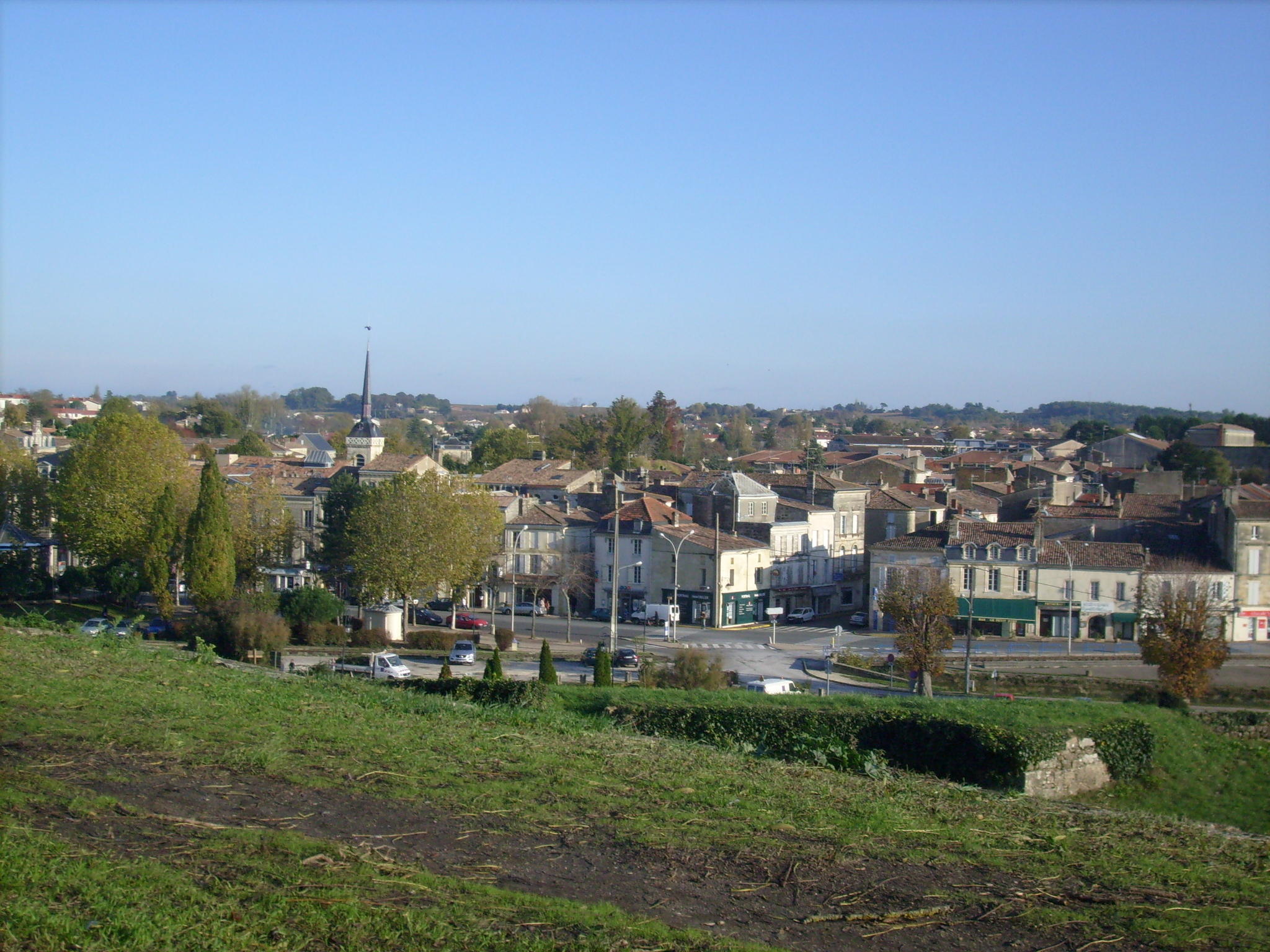
Stadtansicht Blaye

Von Blaye gelangt man über die Straßen D937 und D137 in das südlich gelegene Bordeaux in 45 Kilometer Entfernung. Die Straßen D137 und D730 führen über 75 Kilometer in das nordwestlich gelegene Royan.
Zwischen Blaye und Lamarque besteht eine Fährverbindung über die Gironde.
Die nächste Autobahnauffahrt auf die auf E5/A10 oder E606/N10 befindet sich in 25 Kilometer Entfernung bei Saint-André-de-Cubzac.
Der internationale Verkehrsflughafen Bordeaux-Mérignac ist 48 Kilometer entfernt.

## Geschichte

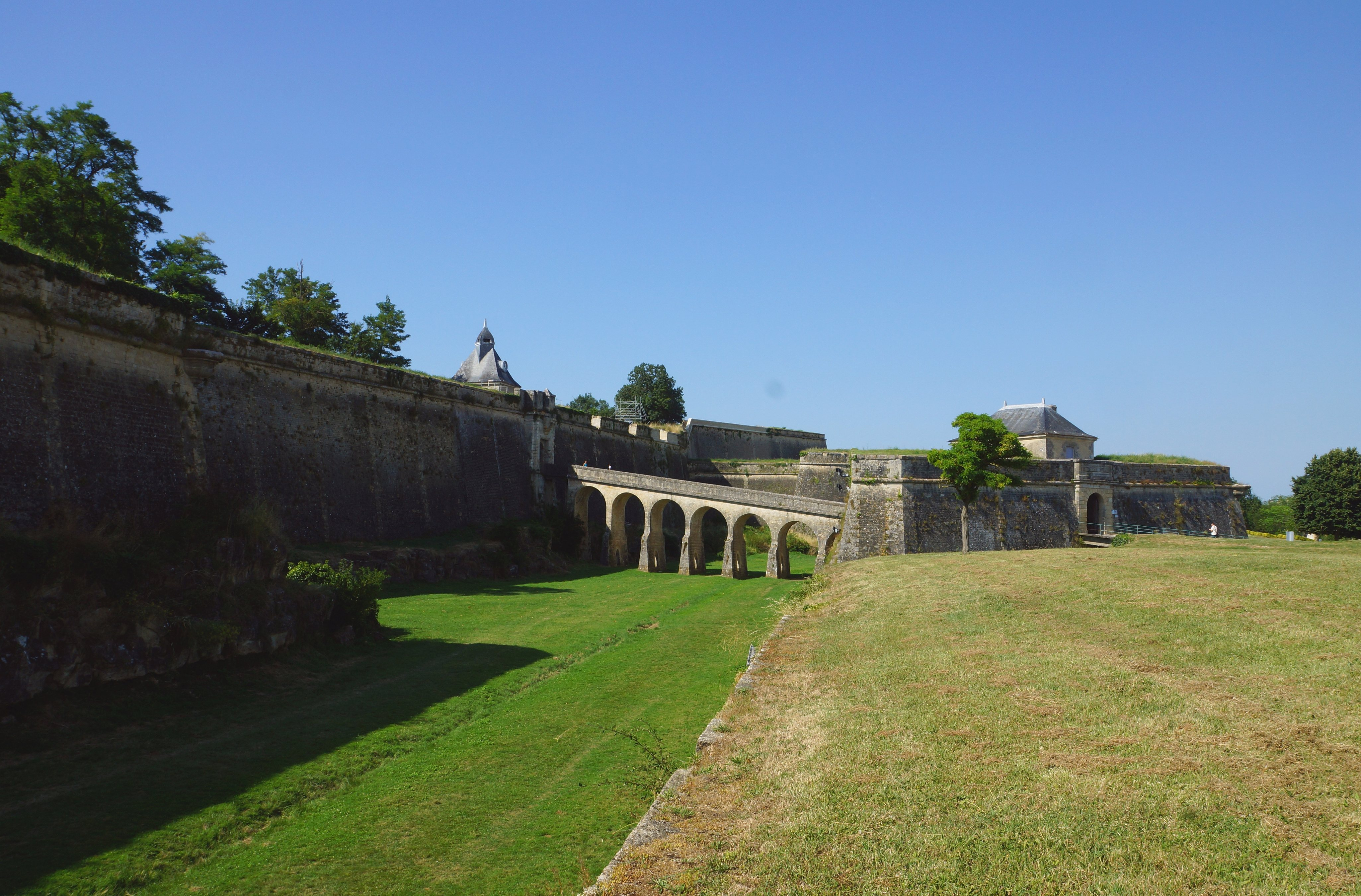
Zitadelle Blaye im Südwesten

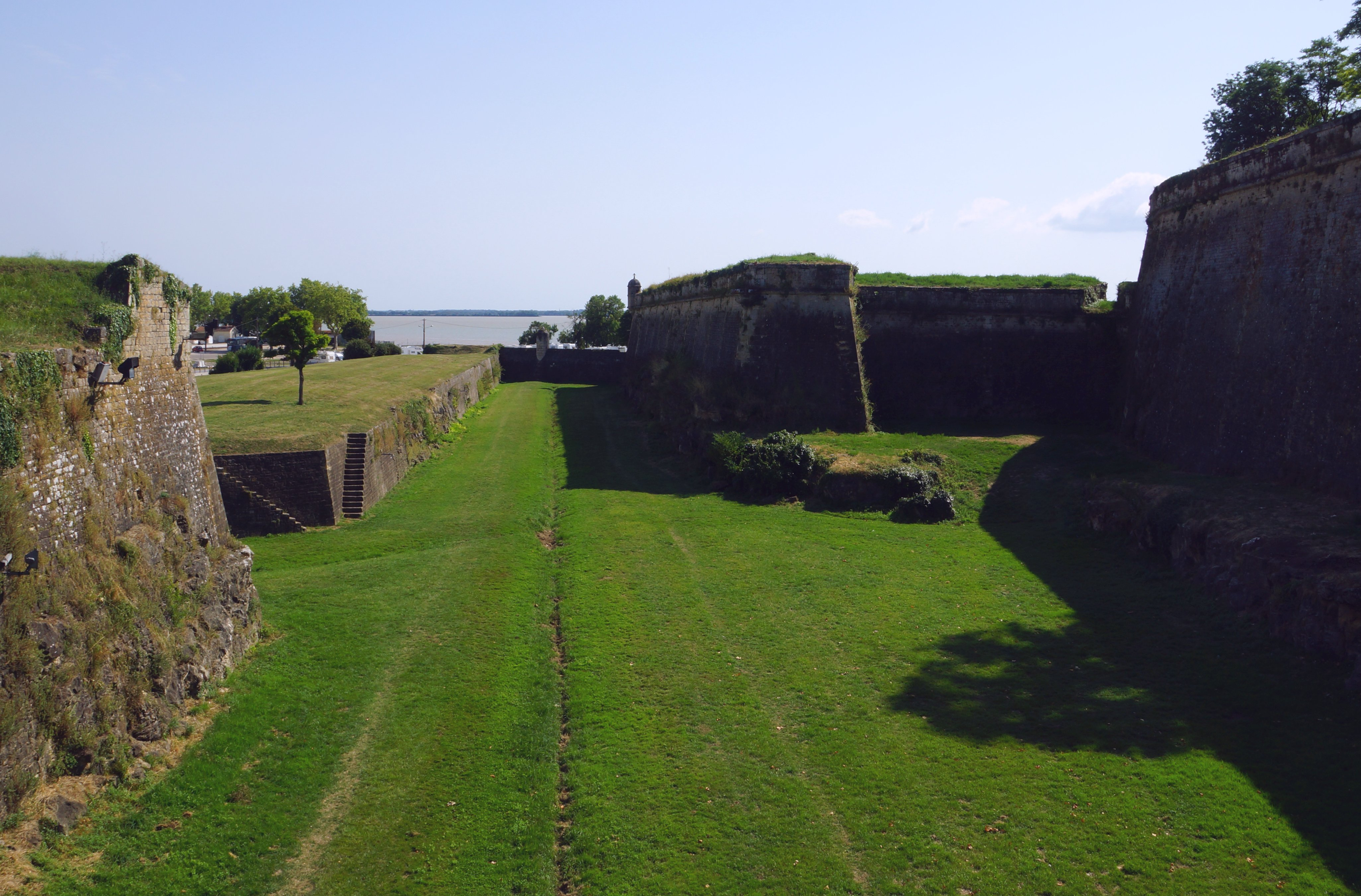
Blick über die Zitadelle nach Westen

Blaye ist das alte Blavia (Blaventum), eine feste Stadt der Santonen im aquitanischen Gallien. Als eines der ersten nachgewiesenen Bauwerke gilt die Basilika Saint-Romain, die ab dem 4. Jahrhundert errichtet worden war. Nach teilweisem Abbruch im 17. Jahrhundert unter Vauban konnten die Überreste als Ruine bei Ausgrabungen im heutigen Zustand freigelegt werden.
Durch seine Lage im 9. Jahrhundert den Verheerungen der Normannen ausgesetzt, im 11. Jahrhundert Gegenstand des Kampfes zwischen den Herzögen von Gascogne und den Grafen von Angoulême, erfreute sich Blaye während der englischen Herrschaft in Guyenne ausgedehnter Freiheiten. Es wurde während des Hundertjährigen Krieges 1363 von Du Guesclin, 1451 von Dunois den Engländern entrissen, erhielt von Ludwig XI. und Karl VIII. erweiterte Privilegien, wurde aber in den Hugenottenkriegen wiederholt Kriegsschauplatz. So wurde Blaye 1568 von den Hugenotten eingenommen; doch wurden diese von der Heiligen Liga wieder vertrieben. 1593 belagerte der Marschall von Matignon Blaye vergeblich. Nachdem Ludwig XIII., der 1620 hier Hof hielt, der Stadt mehrere Gunstbezeigungen erwiesen hatte, ließ Ludwig XIV. 1652 und 1658 300 Häuser und die Basilika Saint-Romain niederreißen und 1683 durch Vauban neue Festungswerke aufführen (s. u.). Von 1832 bis 1833 wurde hier die Herzogin von Berry nach ihrer verunglückten Unternehmung zugunsten ihres Sohns gefangen gehalten.

### Citadelle de Blaye

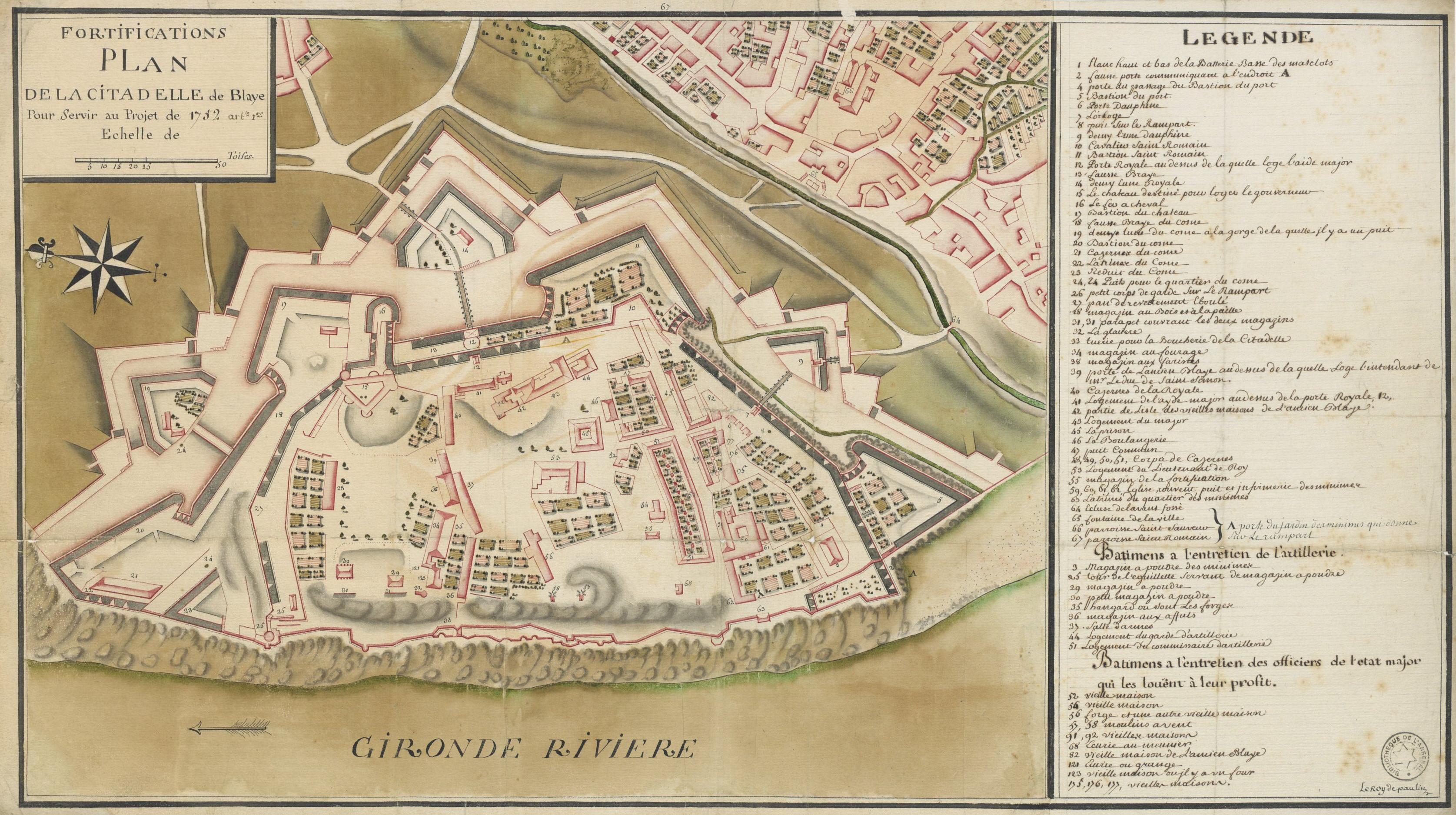
Plan de la Citadelle de Blaye pour servir au projet de 1752

Im Stadtgebiet nördlich vom Flusshafen Saugeron befindet sich die Zitadelle Blaye aus dem 17. Jahrhundert, die als Wehranlage einen frühen römischen Ursprung besitzt. Im Jahr 1652 begann unter Leitung des Feldmarschalls und Ingenieurs Blaise François Pagan (° 1604; † 1665) ein erster Festungsausbau. An gleicher Stelle wurde unter dem Ingenieur François Ferry (° 1649; † 1701) von 1680 und 1689 die gut erhaltene Zitadelle errichtet, wobei die Arbeiten unter der Kontrolle des Festungsbaumeisters Sébastien Le Prestre de Vauban (° 1633; † 1707) gestanden hatten. Die Zitadelle Blaye gehört zusammen mit Fort Paté (auf der gleichnamigen Gironde-Insel) und Fort Médoc seit 7. Juli 2008 unter dem Begriff „Verrou Vauban“ zum UNESCO-Welterbe. Vgl. auch Festungsanlagen von Vauban. Das Gelände der historischen Wehranlagen erhebt sich am Ostufer der Gironde auf einer felsigen Anhöhe von 45 m über dem Fluss und erstreckt sich über annähernd 40 ha nordwestlich des Zentrums von Blaye.

## Bevölkerungsentwicklung
| Jahr                       | 1962 | 1968 | 1975 | 1982 | 1990 | 1999 | 2006 | 2016 |
| Einwohner                  | 4291 | 4355 | 4051 | 4559 | 4286 | 4666 | 4687 | 4856 |
| Quellen: Cassini und INSEE |      |      |      |      |      |      |      |      |

## Wirtschaft
Die früheren Wirtschaftsstrukturen basierten auf Fischerei, Weinbau und Handwerk. Zum bedeutendsten Wirtschaftsfaktor wurde inzwischen die Centrale nucléaire du Blayais mit vier Kernkraftwerksblöcken jeweils in der Bauart eines Druckwasserreaktors. Mit einer Nettoleistung von insgesamt 3640 MW gehört der Komplex zu den größeren Kernkraftwerksanlagen in Frankreich. Block 1 wurde im Jahr 1981 ans Netz genommen, die Blöcke 2, 3 und 4 erst im Jahr 1983. Die Stilllegung ist 40 Jahre nach Inbetriebnahme geplant (2021 bzw. 2023).

### Weinbaugebiet Blaye

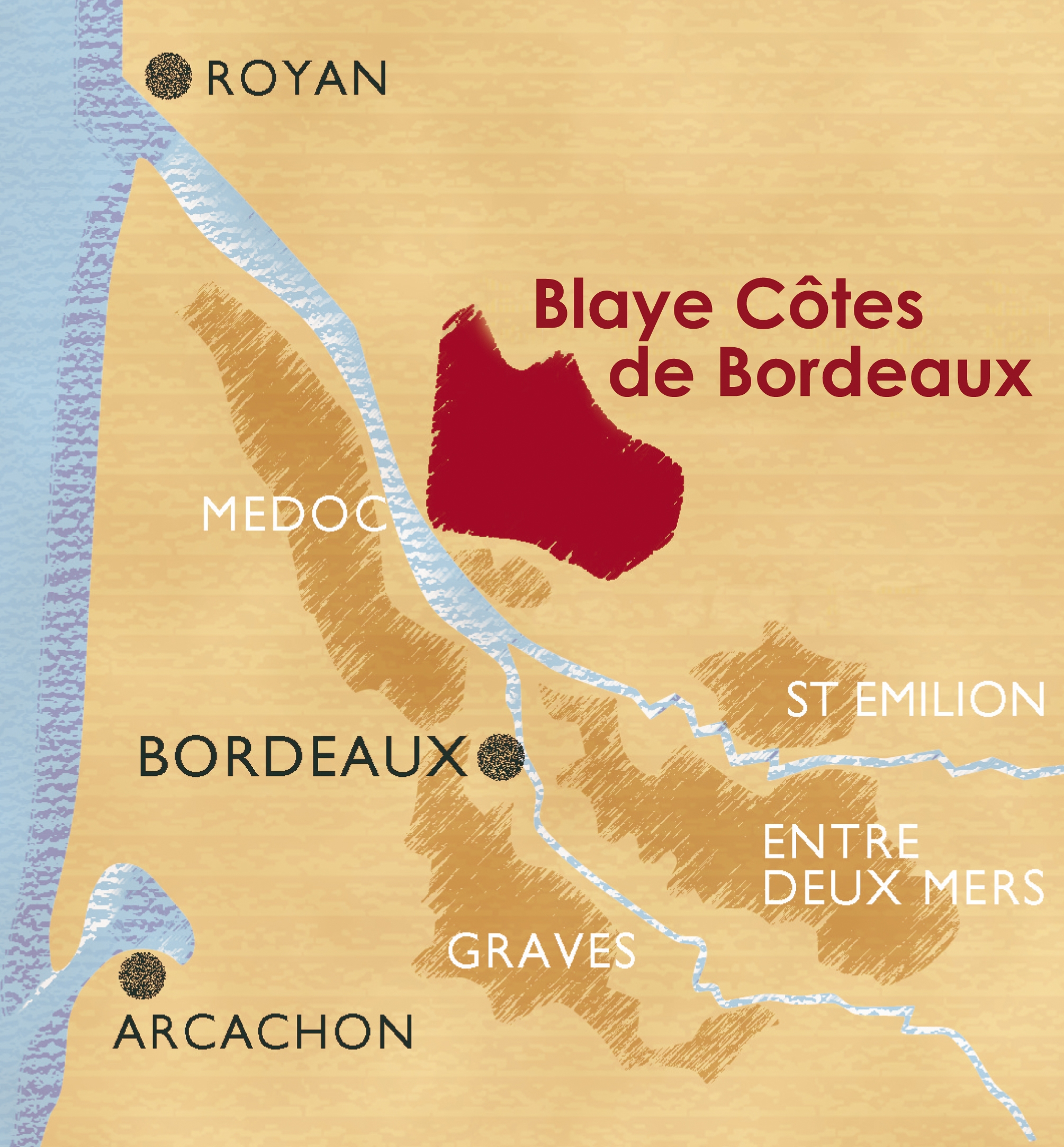
Umgebungskarte Weinanbaugebiet Blaye-Côtes-de-Bordeaux

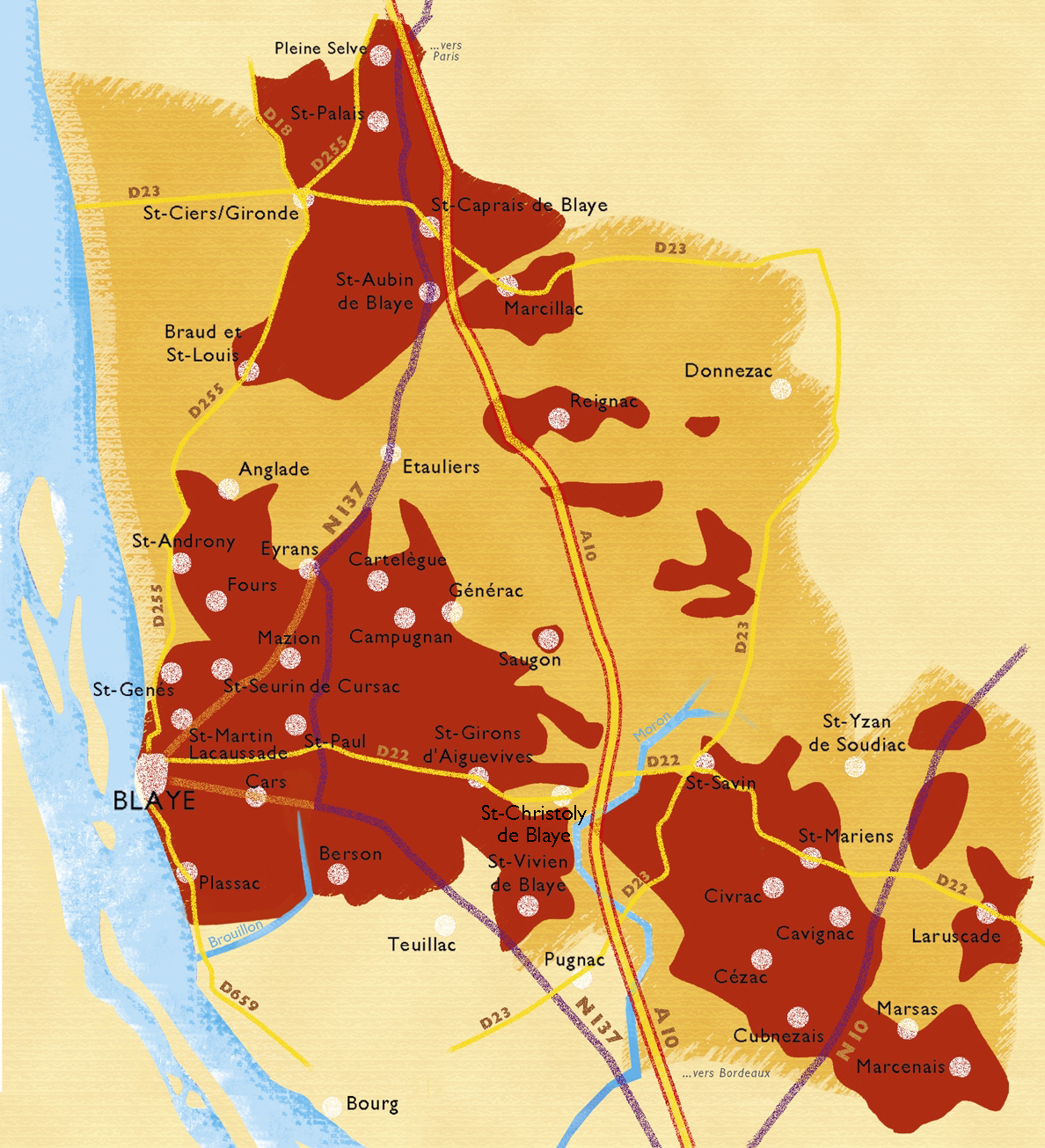
Detailkarte vom Weinanbaugebiet Blaye

Die Gemeinde Blaye gibt der Appellation Blaye (oder auch Blayais) den Namen. Die Region hat dabei seit 1938 den Status einer Appellation d’Origine Contrôlée (kurz AOC). Die mit Weinreben bestockte Fläche beträgt 5880 Hektar, der überwiegende Anteil davon rote Rebsorten. Dies war nicht immer so: noch zu Anfang des 20. Jahrhunderts wurden vorrangig Weißweine gekeltert, die zur Herstellung von Cognac dienten, der in Blaye aber durch Appellation von 1909 zum Schutz der Region Cognac nur noch als Branntwein bezeichnet werden durfte.
Die Winzer verwenden Appellation Blayais jedoch immer weniger und stellen um auf die Appellationen Côtes de Blaye und Premières Côtes de Blaye, die strengere Qualitätsanforderungen beinhalten. Im Jahr 2000 wurden noch 12.740 hl, im Jahr 2002 dagegen nur noch 5070 hl Wein unter dem Namen Blaye vermarktet. Um den Appellation ein besseres Qualitätsprofil zu geben, wurde inzwischen eine Mindestdauer von 18 Monaten Reifung vor dem Verkauf festgelegt.

## Sehenswürdigkeiten
- Basilika Saint-Romain (Ruine, erbaut im 4. Jahrhundert)
- Château des Rudel (Ruine, 12. Jahrhundert)
- Porte de Liverneuf (Torgebäude, 13.. Jahrhundert)
- Turm de l'Éguillette (15. Jahrhundert)
- Zitadelle Blaye (Festungsanlage, ab dem 17. Jahrhundert)
- Fontaine du Saugeron (Brunnen mit Skulpter, 19. Jahrhundert)
- Parkanlage zwischen Allée Marines und Rue Emile Gireau

## Städtepartnerschaften
- Zülpich in Nordrhein-Westfalen (Deutschland)
- Tàrrega in Katalonien (Spanien)
- Măcin in Rumänien